# Dammann Frères
Pour les articles homonymes, voir Dammann et Damman.
Dammann Frères est une société française de thé fondée en 1925. D’abord spécialisée dans la fabrication et l’importation de thé, la marque a commencé à vendre au détail en 2008 et était présente dans 63 pays à travers le monde en 2012.

## Histoire
L'histoire de Dammann débuterait en 1692, dans la France de Louis XIV. L'entreprise revendique qu'il est fait mention dans les archives royales de l'octroi « du privilège de vendre, de faire vendre, et débiter seul, à l’exclusion de tous les autres, tous les cafés […], le thé, les sorbets et les chocolats... » au néerlandais Maistre François Damame. Dans la réalité, ce sieur Damame - dont le patronyme n'a pas de lien avec le nom de Dammann - ne semble pas apparenté avec la famille Dammann, qui développera divers commerces au XIXe siècle, les dirigeants de l'entreprise actuelle recherchant toutefois des possibles liens familiaux dans les archives royales.
L'histoire débute en réalité en 1825, année du rachat de la société Derode, négociant de thés et vanille, par Dammann Frères. Un siècle après, en 1925, l'entreprise est dirigée par Robert et Pierre Dammann. L'année suivante, en 1926, un comptoir de thés est ouvert à New York, sous l'impulsion de Véra Dammann.
En 1954, Jean Jumeau-Lafond prend la direction de la société à la suite de Robert Dammann. Il invente le « Goût Russe Douchka », inspiré de sa première épouse, d’origine russe, qui mélange habituellement son thé brûlant avec un peu de jus d'oranges pressées. Il commercialise également un thé à la pomme et un thé de Noël.
La société développe et enrichit son catalogue de thés aromatisés les années suivantes. En 1980, Jacques et Didier Jumeau-Lafond, qui ont pris la tête de la société à la suite de leur père, investissent également dans le domaine technique en créant le sachet de thé cristal. Le sachet est tissé de fils et non en mousseline afin de mieux contenir les feuilles à l'infusion. En 2003 l'entreprise est reprise en LBO par Didier Jumeau-Lafond. La société dépose le 8 juin 2004 la marque semi-figurative DAMMANN SACHETS CRISTAL auprès de l'Institut national de la propriété industrielle.

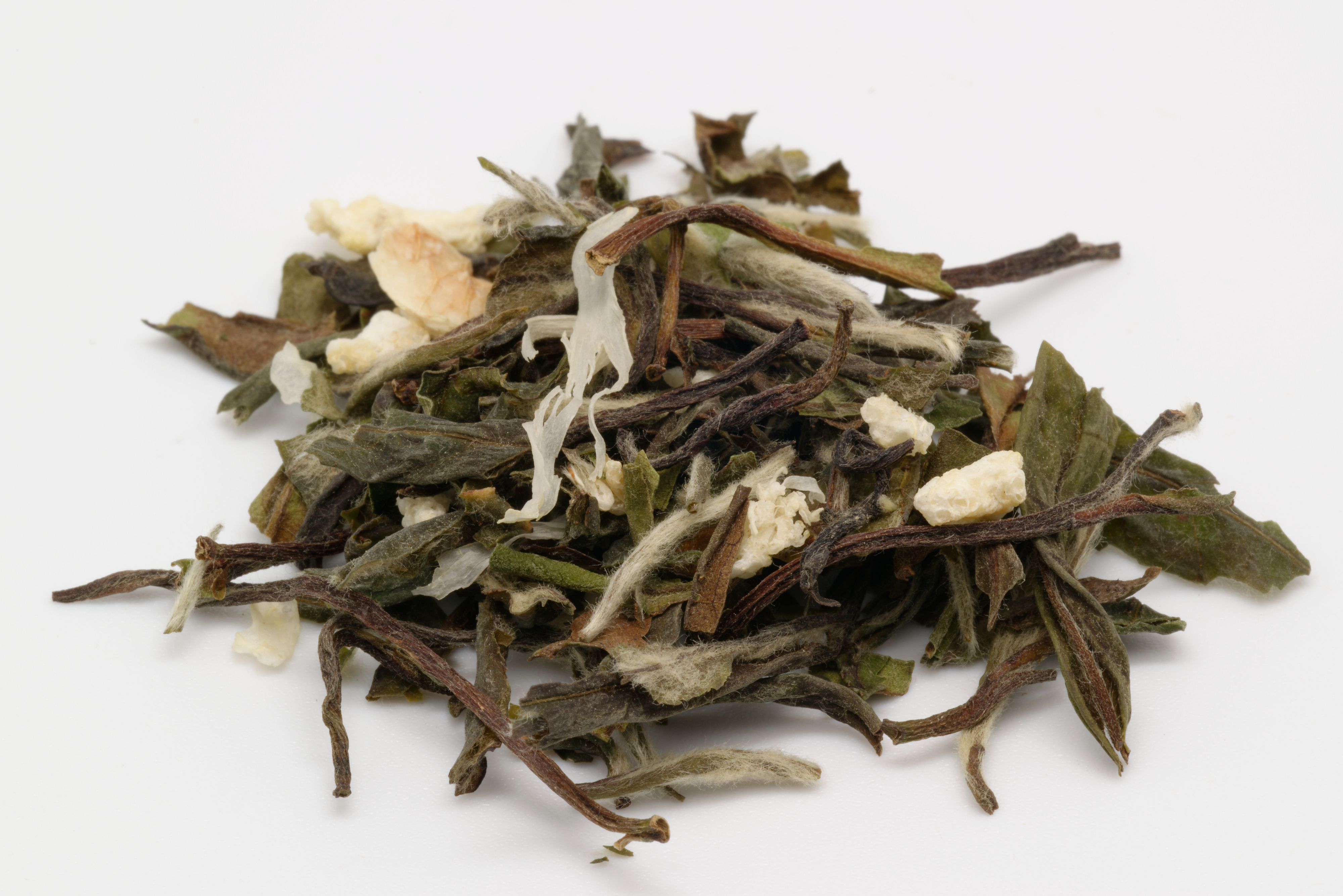
Grand Earl Grey Dammann : thé blanc Paï Mu Tan et écorce séchée de bergamote.

En 2007, Dammann Frères devient une filiale du groupe italien Illy,,. En 2019, le groupe Illy annonce la naissance de la holding Polo Del Gusto qui regroupe les marques de chocolat Domori (en), le vin Mastrojanni et les thés Dammann Frères. Domori et Dammann constituent 80 % des ventes d'Illy en dehors du secteur du café en 2018[réf. incomplète].
Début décembre 2020, l'autorité de la concurrence inflige une amende de 226.000 euros à Dammann Frères pour avoir imposé pendant deux ans des prix à ses distributeurs et de fait, contraint le consommateur à ne pas bénéficier de prix résultants de la concurrence,.

## Distribution
Longtemps vendue uniquement dans les hôtels et épiceries de luxe en France, tels que Fauchon et Hédiard, la société ouvre son premier comptoir à thés en 2008.
En 2008, une boutique de thé de luxe est ouverte dans un ancien hôtel du XVIe siècle situé au 15 place des Vosges à Paris. En 2020, Dammann Frères dispose d'un réseau d'une vingtaine de boutiques en France.
À l'international, la société ouvre en 2011 une première boutique et un salon de thé Dammann Frères au Japon à Osaka. Par la suite Dammann Frères poursuivra son développement en ouvrant des boutiques en Corée du sud, au Portugal, en Italie ou au Luxembourg.
La société est également présente dans la restauration à bord, avec une distribution dans les Bistro TGV Inouï de SNCF Voyageurs.

## Part de marché
En 2007, Dammann Frères constitue environ 20 % du volume de thé vendu en France. En 2008, la marque vend 800 tonnes de thé. En 2019, le chiffre d'affaires annuel estimé de Dammann est de 37 millions d'euros.

## Localisation
L’entreprise a déménagé d'Orgeval vers Dreux en 2011 dans les anciens locaux de Phillips.